# Micromechanica
De micromechanica van materialen is een vakgebied in de natuurkunde dat omstreeks 1985 is ontstaan en zich bezighoudt met mechanische eigenschappen zoals elasticiteit en plasticiteit van materialen.
De aanduiding micro is relatief, het gaat niet per se om micrometers, maar om de schaalvergroting van klein naar groot. Micromechanica koppelt daarmee eigenschappen op atomair niveau, zoals die van defecten in een kristalrooster, aan die van de macroscopische eigenschappen van het materiaal.
Continuümmechanica speelt dan ook een belangrijke rol in dit vakgebied.